# Tarasivka, Țarîceanka
Tarasivka (în ucraineană Тарасівка) este un sat în așezarea urbană Țarîceanka din raionul Țarîceanka, regiunea Dnipropetrovsk, Ucraina.

## Demografie
Componența lingvistică a localității Tarasivka
     Ucraineană (100%)
Conform recensământului din 2001, toată populația localității Tarasivka era vorbitoare de ucraineană (100%).